# Meck

herb Meck w stylizacji Tadeusza Gajla

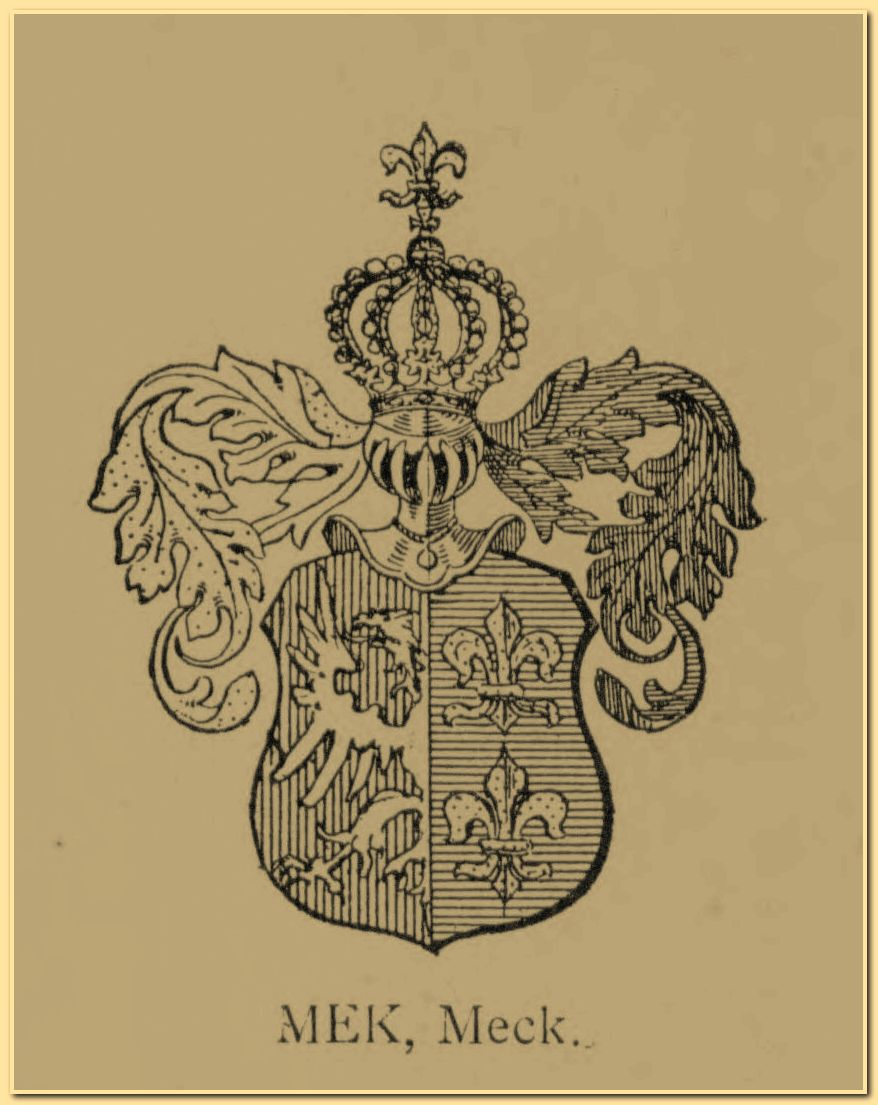
herb Meck według Juliusza Ostrowskiego

Meck (Mek) – polski herb szlachecki z nobilitacji.

## Opis herbu
Opis zgodnie z klasycznymi regułami blazonowania:
Na tarczy dwudzielnej w słup, w polu prawym czerwonym pół orła srebrnego. W polu lewym błękitnym, dwie złote lilie, jedna nad drugą. Klejnot: Nad hełmem w koronie królewskiej złota lilia nad krzyżem. Labry z prawej złote, podbite srebrem, z lewej błękitne, podbite czerwienią.

## Najwcześniejsze wzmianki
Herb nadany razem z przywilejem nobilitacji 15 lutego 1567 Jakubowi Meck z Inflant, posłowi na sejm grodzieński, przez króla  Zygmunta Augusta. Ród Meck miał pochodzenie duńskie.

## Herbowni
Jedna rodzina herbownych (herb własny):
Meck.